# Porta Reale
Porta Reale o Porta Carolina o Porta delle Vittorie o Porta di Santa Teresa è una porta storica di Palermo.

## Storia
La porta fu costruita nel 1783 e inaugurata il 16 gennaio dell'anno seguente, sotto il mandato del pretore Girolamo Grifeo, principe di Partanna, in sostituzione della preesistente Porta delle Vittorie la cui costruzione risale al periodo di dominazione araba della città di Palermo (l'originale nome arabo era bàb al futùh). Il nome attuale invece venne dato dalla regina Maria Carolina d'Asburgo-Lorena, consorte del re Ferdinando I di Borbone. La porta è conosciuta anche con il nome di Porta di Santa Teresa per la vicinanza dell'omonimo monastero carmelitano di piazza Kalsa.
È un'opera di grande stile che al contrario delle altre porte è visibile dai 4 punti cardinali.

## Porta della Vittoria
Primitiva Bàb al-Futùb o Bab el-Fotich, uno dei quattro varchi documentati in epoca araba alla Kalsa.
Il Gran Conte Ruggero sul sito della primitiva porta araba edifica la chiesa di Santa Maria della Vittoria.